# Copa de Campeones de la Concacaf 1978
La Copa de Campeones de 1978 fue la decimocuarta edición de la Copa de Campeones de la Concacaf, torneo de fútbol a nivel de clubes más importante de Norteamérica, Centroamérica y el Caribe. El torneo comenzó el 1 de mayo y culminó el 17 de septiembre de 1978. En la ronda final solo participarían 3 equipos de diferentes países.  
El Comunicaciones de Guatemala, Leones Negros UDG de México y Defence Force de Trinidad y Tobago fueron proclamados campeones, debido a que por problemas de calendario, hicieron imposible jugar los partidos de la ronda final con estos tres equipos.  
El Comunicaciones obtuvo su primer y único título en la competición.  
Los Leones Negros de la Universidad de Guadalajara obtuvieron su primer y único título en la competencia.  
Defence Force se consagró por primera vez en su historia, transformándose así en el primer —y hasta la fecha, el único— club trinitario en lograr un título en la competición.

## Equipos participantes
En cursiva los equipos debutantes en el torneo.
| País                          | Equipo                                                          |
| ----------------------------- | --------------------------------------------------------------- |
| Guatemala · 2 cupos           | C. S. D. Comunicaciones C. S. D. Municipal                      |
| México · 2 cupos              | Pumas UNAM C. D. Leones Negros de la Universidad de Guadalajara |
| Trinidad y Tobago 2 cupos     | Defence Force F. C. TECSA FC                                    |
| El Salvador · 2 cupos         | C. D. FAS C. D. Once Municipal                                  |
| Costa Rica · 2 cupos          | Deportivo Saprissa C. S. Cartaginés                             |
| Guyana 2 cupos                | Pele F. C. Thomas United F. C.                                  |
| Surinam 2 cupos               | S. V. Voorwaarts S. V. Transvaal                                |
| Nicaragua · 2 cupos           | Diriangén F. C. Deportivo Universidad Centroamericana           |
| Antillas Neerlandesas 2 cupos | RCA CRKSV Jong Holland                                          |
| Estados Unidos 1 cupo         | Maccabi Los Angeles S. C.                                       |

## Zona Norteamericana

### Primera ronda
| Equipo Local Ida | Resultado | Equipo Visitante Ida | Ida | Vuelta |
| ---------------- | --------- | -------------------- | --- | ------ |
| Pumas UNAM       | w/o       | Maccabi Los Angeles  | -   | -      |

- Maccabi Los Angeles abandonó el torneo, Pumas UNAM califica a la siguiente ronda.

### Segunda ronda
| 9 de agosto de 1978 | Leones Negros UDG | 1:0 (0:0) | Pumas UNAM | Estadio Jalisco, Guadalajara    |                                 |
|                     | Chavarín 50'      |           |            | Árbitro(s): Mario Rubio Vázquez | Árbitro(s): Mario Rubio Vázquez |

| 17 de agosto de 1978 | Pumas UNAM | 0:1 (0:1) (Global 0:2) | Leones Negros UDG | Estadio Universitario, Ciudad de México |                                     |
|                      |            |                        | Eusebio 35'       | Árbitro(s): Antonio Márquez Ramírez     | Árbitro(s): Antonio Márquez Ramírez |

## Zona Centroamericana

### Primera ronda
| 7 de mayo de 1978 | Saprissa                                                     | 6:0 (3:0) | Diriangén | Estadio Ricardo Saprissa, San José                               |                                                                  |
|                   | Laterza 7' (pen.) · Mansilla 30', 57', 64', 89' · Bastos 43' |           |           | Asistencia: 2 635 espectadores Árbitro(s): Carlos Manuel Álvarez | Asistencia: 2 635 espectadores Árbitro(s): Carlos Manuel Álvarez |

| 9 de mayo de 1978 | Diriangén | 0:5 (0:2) (Global 0:11) | Saprissa                                              | Estadio Ricardo Saprissa, San José                      |                                                         |
|                   |           |                         | Valenciano 13', 32', 86' · Valverde 55' · Morales 65' | Asistencia: 1 212 espectadores Árbitro(s): Miguel Lépiz | Asistencia: 1 212 espectadores Árbitro(s): Miguel Lépiz |

| 14 de mayo de 1978                              | Cartaginés | 0:2 (0:0) | FAS                         | Estadio Fello Meza, Cartago                                               |                                                                           |
|                                                 |            |           | Maldonado 71' · Cabrera 88' | Asistencia: 2 534 espectadores Árbitro(s): Marco Antonio Gracias Regalado | Asistencia: 2 534 espectadores Árbitro(s): Marco Antonio Gracias Regalado |
| En principio se tenía como fecha el 21 de mayo. |            |           |                             |                                                                           |                                                                           |

| 28 de mayo de 1978 | FAS        | 1:1 (0:1) (Global 3:1) | Cartaginés | Estadio Óscar Quiteño, Santa Ana |                                  |
|                    | Valdez 60' |                        | Cáceres 7' | Árbitro(s): Rómulo Méndez Molina | Árbitro(s): Rómulo Méndez Molina |

| 21 de mayo de 1978 | Municipal                              | 5:1 | Universidad | Estadio Mateo Flores, Ciudad de Guatemala |                             |
|                    | Cruz ?', ?' · Desconocido/s ?', ?', ?' |     | Cuadra      | Árbitro(s): Armando Álvarez               | Árbitro(s): Armando Álvarez |

| 28 de mayo de 1978 | Universidad | 0:3 (Global 1:8) | Municipal                     | Estadio General Somoza, Managua |                             |
|                    |             |                  | Anderson ?', ?' · Desconocido | Árbitro(s): Porfirio Guerra     | Árbitro(s): Porfirio Guerra |

| 4 de junio de 1978 | Comunicaciones                      | 3:1 (3:0) | Once Municipal | Estadio Mateo Flores, Ciudad de Guatemala |                               |
|                    | Pérez 7' · McDonald 35' · Dubón 36' |           | Rodríguez 53'  | Árbitro(s): Carlos Luis Monge             | Árbitro(s): Carlos Luis Monge |

| 10 de junio de 1978 | Once Municipal | 1:2 (Global 2:5) | Comunicaciones  | Estadio Cuscatlán, San Salvador |  |
|                     | Martínez       |                  | Zanabria ?', ?' |                                 |  |

### Segunda ronda
| 4 de junio de 1978 | Saprissa | 0:0 | FAS | Estadio Ricardo Saprissa, San José                      |  |
|                    |          |     |     | Asistencia: 4 563 espectadores Árbitro(s): Peña Varilla |  |

| 11 de junio de 1978 | FAS           | 1:2 (0:2) (Global 1:2) | Saprissa       | Estadio Óscar Quiteño, Santa Ana |  |
|                     | Maldonado 71' |                        | Valle 10', 38' |                                  |  |

| 5 de julio de 1978 | Comunicaciones   | 2:0 (1:0) | Municipal | Estadio Mateo Flores, Ciudad de Guatemala |                                 |
|                    | Sánchez 15', 81' |           |           | Árbitro(s): Jorge Mario Ramírez           | Árbitro(s): Jorge Mario Ramírez |

| 16 de julio de 1978 | Municipal | 0:0 (Global 0:2) | Comunicaciones | Estadio Mateo Flores, Ciudad de Guatemala |  |
|                     |           |                  |                | Árbitro(s): Juan Ramón Mollinedo          |  |

### Tercera ronda
| 6 de agosto de 1978 | Saprissa | 0:1 (0:0) | Comunicaciones     | Estadio Ricardo Saprissa, San José                                    |                                                                       |
|                     |          |           | Sánchez 89' (pen.) | Asistencia: 6 420 espectadores Árbitro(s): Alfonso González Archundia | Asistencia: 6 420 espectadores Árbitro(s): Alfonso González Archundia |

| 13 de agosto de 1978 | Comunicaciones   | 2:0 (1:0) (Global 3:0) | Saprissa | Estadio Mateo Flores, Ciudad de Guatemala |                                     |
|                      | Sánchez 23', 59' | Reporte                |          | Árbitro(s): Antonio Márquez Ramírez       | Árbitro(s): Antonio Márquez Ramírez |

## Zona del Caribe

### Primera ronda
| Equipo Local Ida | Resultado  | Equipo Visitante Ida | Ida   | Vuelta |
| ---------------- | ---------- | -------------------- | ----- | ------ |
| Jong Holland     | 2 - 4      | Transvaal            | 0 - 0 | 2 - 4  |
| Defence Force    | (v.) 3 - 3 | Thomas United        | 0 - 1 | 3 - 2  |
| Pele             | 5 - 2      | RCA                  | 3 - 1 | 2 - 1  |
| Voorwaarts       | 3 - 2      | TECSA                | 2 - 1 | 1 - 1  |

### Segunda ronda
| Equipo Local Ida | Resultado | Equipo Visitante Ida | Ida   | Vuelta |
| ---------------- | --------- | -------------------- | ----- | ------ |
| Transvaal        | 2 - 4     | Defence Force        | 1 - 1 | 1 - 3  |
| Pele             | 2 - 5     | Voorwaarts           | 1 - 5 | 1 - 0  |

### Tercera ronda
| Equipo Local Ida | Resultado | Equipo Visitante Ida | Ida   | Vuelta |
| ---------------- | --------- | -------------------- | ----- | ------ |
| Voorwaarts       | 1 - 4     | Defence Force        | 1 - 2 | 0 - 2  |

## Ronda final
- Comunicaciones
- Defence Force
- Leones Negros UDG

Después de la final de la zona caribeña, Leones Negros U. de G. y Comunicaciones se enfrentarían en semifinales de ida y vuelta, posteriormente el vencedor avanzaría a la final en también dos partidos contra el Defence Force, pero los tres equipos no pudieron hacer un acuerdo para las fechas de estos partidos; por lo que fueron declarados campeones.
| Bandera de Guatemala               | Bandera de México                                | Bandera de Trinidad y Tobago      |
| Comunicaciones Campeón 1.er título | Leones Negros de la U. de G. Campeón 1.er título | Defence Force Campeón 1.er título |